# Pseudolycopodiella
Pseudolycopodiella, biljni rod paprati u porodici Lycopodiaceae široko rasprostranjena po cijelom svijetu. Poredak i status donekle su upitni, mogu se također tretirati kao podrod Lycopodiella.. 

## Ime
Dolazi od pseudo-, lažno i latinskog -ella, deminutiv, što znači lažni mali Lycopodium, zbog njegove sličnosti s Lycopodiella. 

## Opis
Biljke koje puze po mokrim podlogama. Korijenje izbija odmah na donjoj strani stabljike. Horizontalne stabljike na površini supstrata, kratko puzeće. Uspravni izbojci nisu razgranati, tvore rijetko lisnate peteljke raštrkane duž horizontalne stabljike, gotovo gole, 9--11 mm promjera. Lišće vodoravnih stabljika nije u različitim redovima, dimorfno, rubovi cjeloviti; postrani listovi usko linearni, gotovo subulirani, srednji listovi 1/2--2/3 kraći od postranih listova, uzdižući. Gemiferne grančice i gemmae nedostaju.. Strobili pojedinačni, ne razlikuju se vidljivo od peteljke, vrh tup; peteljka gotovo gola s raštrkanim sitnim listovima, 0,9--3 mm promjera; sporofili mnogo kraći od listova peteljke. Sporangia reniformna. Spore valovite. Gametofiti fotosintetski, na površini supstrata, gomoljasti i režnjeviti; prstenasti meristem odsutan. x = 35.

## Vrste
1. Pseudolycopodiella affinis (Bory) Holub
2. Pseudolycopodiella brevipedunculata (Alderw.) Holub
3. Pseudolycopodiella carnosa (Silveira) Holub
4. Pseudolycopodiella caroliniana (L.) Holub
5. Pseudolycopodiella contexta (C. Mart.) Holub
6. Pseudolycopodiella floridana K.Cook & Hickey; ined.
7. Pseudolycopodiella iuliformis (Underw. & F. E. Lloyd) Holub
8. Pseudolycopodiella krameriana (B. Øllg.) B. Øllg.
9. Pseudolycopodiella limosa (Chinnock) A. R. Field
10. Pseudolycopodiella meridionalis (Underw. & F. E. Lloyd) Holub
11. Pseudolycopodiella paradoxa (Mart.) Holub
12. Pseudolycopodiella sarcocaulon (Kuhn) Holub
13. Pseudolycopodiella squamata B.Øllg. & P.G.Windisch
14. Pseudolycopodiella subinundata (Tagawa) Li Bing Zhang, Xia Wan, Ralf Knapp & H.He; premještena 2023 iz roda Lycopodium
15. Pseudolycopodiella tatei (A. C. Sm.) Holub
16. Pseudolycopodiella tuberosa (Kuhn) Holub